# Ruta CH-73
La Ruta CH-73 es la unión de dos avenidas desde el centro hasta el sector suroriente de Santiago, las avenidas Vicuña Mackenna y Concha y Toro.

## Avenida Vicuña Mackenna
La Avenida Vicuña Mackenna o Ruta CH-73 es uno de los ejes viales más importantes de Santiago de Chile, uniendo el Centro de Santiago con centros urbanos más alejados, como las comunas de La Florida y Puente Alto.
Su extensión comienza en la intersección con la Alameda del Libertador Bernardo O'Higgins, en Plaza Italia, extendiéndose hasta la comuna de Puente Alto. Atraviesa las comunas de Santiago, Providencia, Ñuñoa, San Joaquín, Macul y La Florida, y se interseca con la Autopista Vespucio Sur.
Actualmente, está cubierta por la Línea 5 del Metro de Santiago, hasta la Estación de Transferencia Vicente Valdés, y luego por la Línea 4, hasta la Estación Elisa Correa. 
Esta avenida surgió del proyecto del Intendente Benjamín Vicuña Mackenna de hacer una vía perimetral alrededor de Santiago: llamada Camino de Cintura. La sección Este del camino, que corresponde al tramo de la avenida entre Plaza Italia y Avenida Matta, se llamó primero Avenida Oriente. En ella se encontraba también la residencia del intendente (altura de Diagonal Paraguay), donde se conserva un pabellón de secundario de esta casa, como parte del Museo Benjamín Vicuña Mackenna.

## Avenida Concha y Toro
Se extiende desde Salvador Sanfuentes hasta Puente Alto y Pirque. Está cubierta por la  Línea 4 del Metro de Santiago, desde la Estación Elisa Correa, hasta la Estación Plaza de Puente Alto. Es la continuación de la Avenida Vicuña Mackenna, cubierta por la Ruta CH-73.